# ISO 3166-2:KG
ISO 3166-2:KG is een ISO-standaard met betrekking tot de zogenaamde geocodes. Het is een subset van de ISO 3166-2 tabel, die specifiek betrekking heeft op Kirgizië.
De gegevens werden tot op 26 november 2018 geüpdatet op het ISO Online Browsing Platform (OBP). Hier worden 2 steden  -  city (en) / ville (fr) / shaar (ky) / gorod (ru) - en 7 oblasten - region (en) / région (fr) / oblast (ky) / oblast' (ru) - gedefinieerd.
Volgens de eerste set, ISO 3166-1, staat KG voor Kirgizië, het tweede gedeelte is een eenletterige code en voor de steden een tweeletterige code.

## Codes
| Code  | Kirgizisch   | Russisch BGN/PCGN         | Russisch GOST            | Categorie |
| ----- | ------------ | ------------------------- | ------------------------ | --------- |
| KG-B  | Batken       | Batkenskaya oblast’       | Batkenskaja oblast'      | oblast    |
| KG-GB | Bishkek      | Gorod Bishkek             | Gorod Biškek             | stad      |
| KG-C  | Chüy         | Chuyskaya oblast’         | Čujskaja oblast'         | oblast    |
| KG-J  | Jalal-Abad   | Dzhalal-Abadskaya oblast' | Džalal-Abadskaja oblast’ | oblast    |
| KG-N  | Naryn        | Narynskaya oblast'        | Narynskaja oblast'       | oblast    |
| KG-GO | Osh (shaar)  | Gorod Osh                 | Gorod Oš                 | stad      |
| KG-O  | Osh (oblast) | Oshskaya oblast'          | Ošskaja oblast'          | oblast    |
| KG-T  | Talas        | Talasskaya oblast'        | Talasskaja oblast'       | oblast    |
| KG-Y  | Ysyk-Köl     | Issyk-Kul'skaya oblast'   | Issyk-Kul'skaja oblast'  | oblast    |